# Ezo
Ezo – miasto w Sudanie Południowym w stanie Gbudwe. Liczy 31 756 mieszkańców.